# Campbellsville
Campbellsville är en ort i Taylor County i delstaten Kentucky, USA. År 2000 hade orten 10 498 invånare. Den har enligt United States Census Bureau en area på 15,7 km², varav  0,3 km² är vatten. Campbellsville är administrativ huvudort (county seat) i Taylor County.